# Desafío paranormal de un millón de dólares
El Desafío Paranormal del Millón de Dólares fue una oferta de la Fundación Educativa James Randi (JREF) para pagar un millón de dólares a cualquier persona que pudiera demostrar una habilidad sobrenatural o paranormal bajo criterios de prueba científicos acordados. En 1964 se publicó por primera vez una versión del desafío. Más de mil personas solicitaron participar, pero ninguna había tenido éxito. El desafío finalizó en 2015.

## Historia

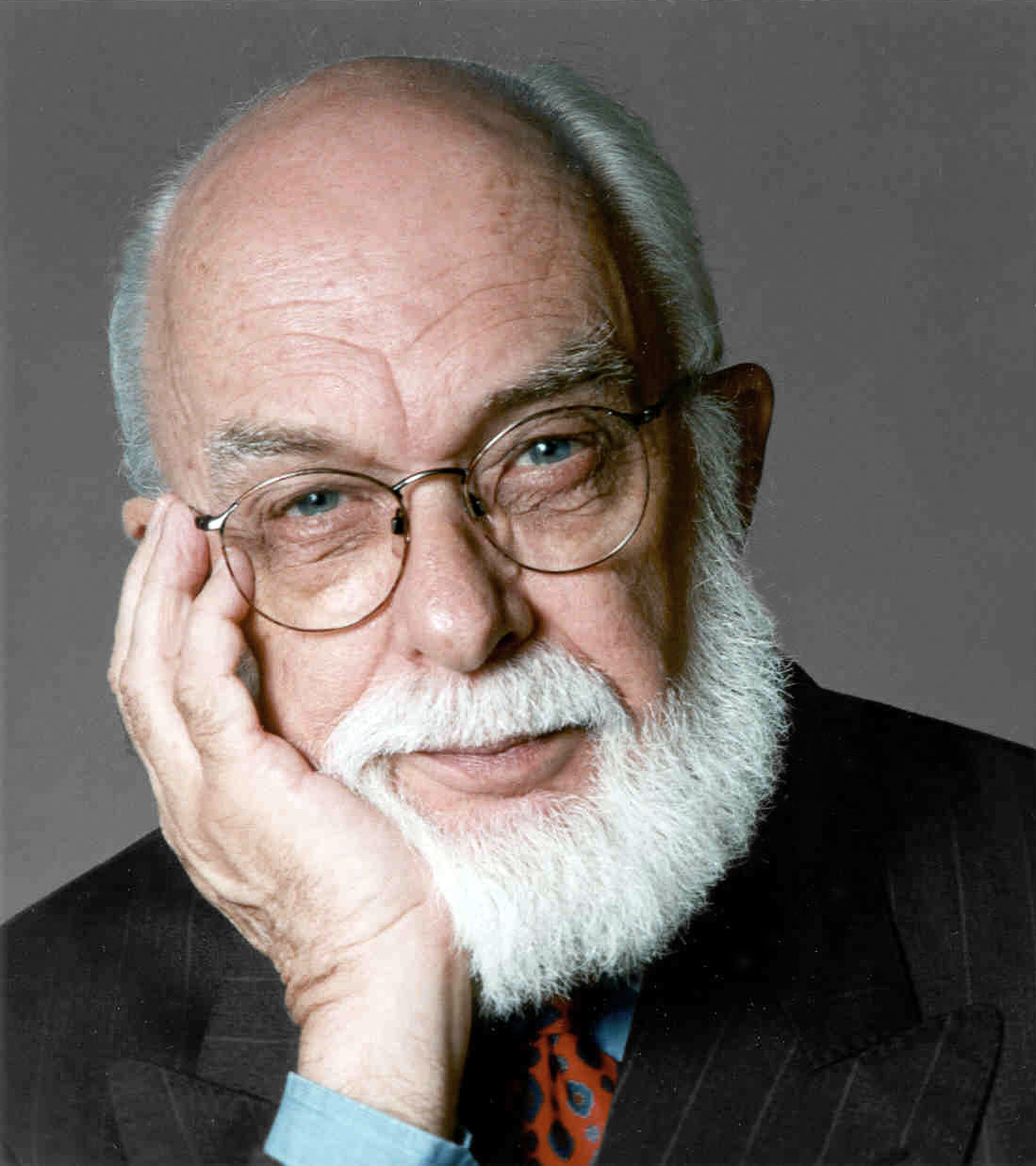
James Randi, creador de la Fundación Educativa James Randi.

James Randi desarrolló la idea del desafío durante un panel de discusión de radio cuando un parapsicólogo lo desafió a "poner [su] dinero donde [su] boca está"." En 1964 Randi ofreció un premio de $ 1.000, que pronto aumentó a $ 10.000. Más tarde, Lexington Broadcasting quería que Randi hiciera un programa llamado $100,000 Psychic Prize, por lo que agregaron $90.000 a los $ 10.000 originales recaudados por Randi. Finalmente, en 1996, uno de sus amigos, el pionero de internet Rick Adams donó $1.000.000 para el premio En ocasiones, los medios de comunicación se refieren al premio como el "Premio Randi".
Para el 1 de abril de 2007, solo aquellos con un perfil en los medios ya existente y el respaldo de un académico de renombre pudieron postularse para el desafío. Se esperaba que los recursos liberados al no tener que someter a prueba a reclamantes oscuros y posibles enfermos mentales se utilizaran para desafiar a supuestos psíquicos y médiums de alto perfil como Sylvia Browne y John Edward con una campaña en los medios.
El 4 de enero de 2008, se anunció que el premio se suspendería el 6 de marzo de 2010, con el fin de liberar el dinero para otros usos. Mientras tanto, los demandantes podían competir por él. Una de las razones que se ofrecen para su descontinuación es la falta de voluntad de los solicitantes de alto perfil para postularse. Sin embargo, en The Amazing Meeting 7, se anunció que el premio del Desafío de $1 millón no caducaría en 2010. La Fundación publicó una actualización formal en su sitio web el 30 de julio de 2009, anunciando la continuación del Desafío y declaró se proporcionará más información en una fecha posterior sobre cualquier posible cambio en los requisitos y procedimientos.
Como una broma del April Fool's de 2008, en el MIT Media Lab, Randi fingió otorgar el premio al mago Seth Raphael después de participar en una prueba de sus "habilidades psíquicas".
El 8 de marzo de 2011, la JREF anunció que se estaban modificando las calificaciones para abrir el desafío a más solicitantes. Mientras que antes se requería que los solicitantes enviaran recortes de prensa y una carta de una institución académica para calificar, las nuevas reglas ahora requieren que los solicitantes presenten recortes de prensa, una carta de una institución académica o un video público que demuestre su capacidad. La JREF explicó que estas nuevas reglas darían a las personas sin documentación académica o multimedia una forma de ser consideradas para las pruebas, y permitirían a la JREF usar videos en línea y redes sociales para llegar a una audiencia más amplia.
Desde que Randi creó el desafío por primera vez en 1964, unas mil personas se han postulado, pero nadie ha tenido éxito. Randi ha dicho que pocos solicitantes no seleccionados alguna vez consideraron seriamente que su incumplimiento podría deberse a la inexistencia del poder que creen que poseen.
En enero de 2015, James Randi anunció que se retiraba oficialmente y dejaba su puesto en la JREF. En septiembre de 2015, la JREF anunció que su junta había decidido que convertiría la fundación en una que otorga subvenciones y que ya no aceptarán solicitudes directamente de personas que afirmen tener un poder paranormal. En 2015, el desafío paranormal de James Randi terminó oficialmente.

## Reglas y evaluación

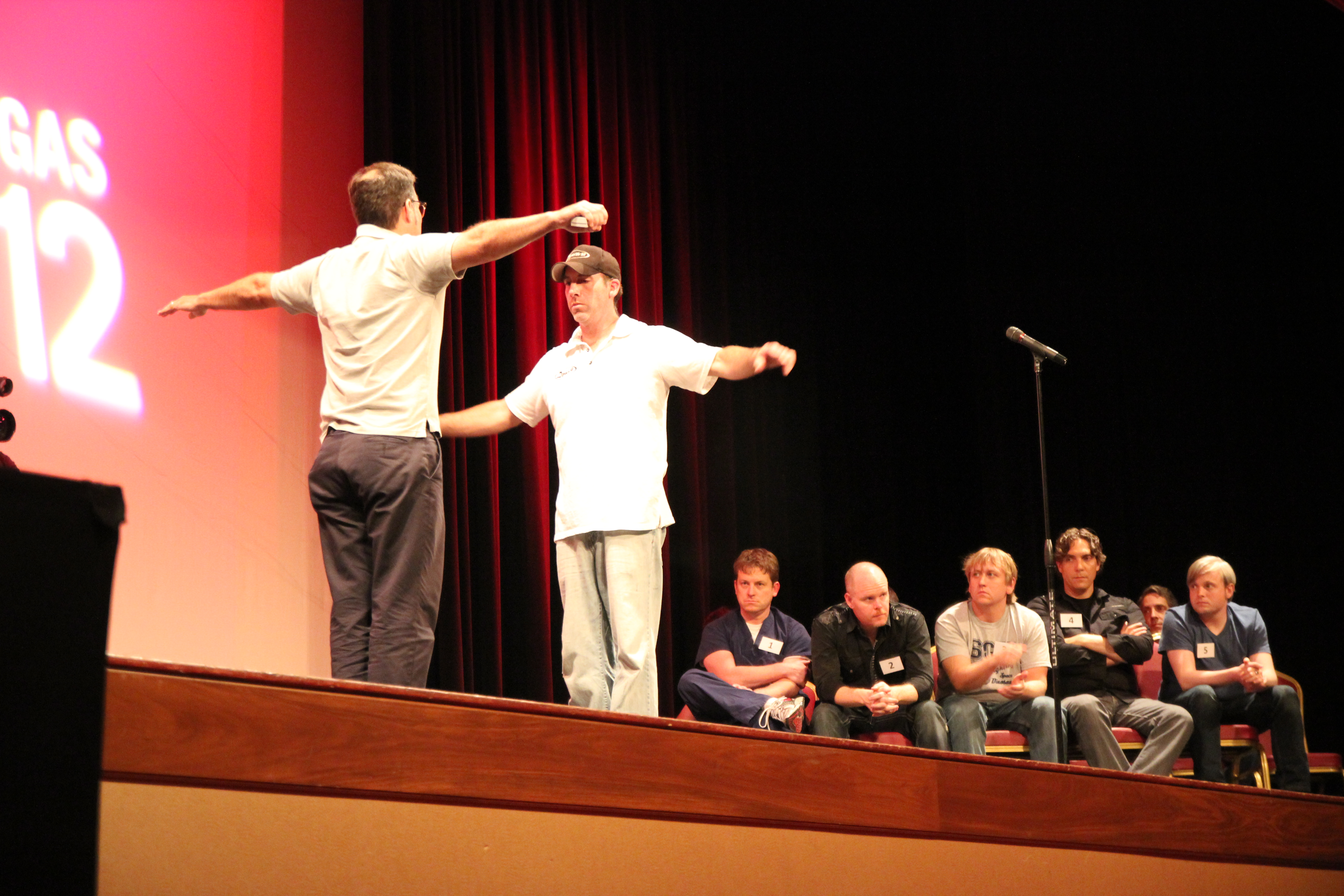
Un aspirante del TAM 2012 afirmó que un producto de pulsera podría mejorar el equilibrio de una persona. Aquí, James Underdown (de espaldas a la cámara) tiene su rendimiento de equilibrio probado durante la fase de prueba preliminar del desafío.

Las reglas oficiales del desafío estipulan que el participante debe aceptar, por escrito, las condiciones y criterios de su prueba. Las afirmaciones que no se pueden probar de forma experimental no son elegibles para el desafío. Los desafiantes pudieron influir en todos los aspectos del procedimiento de prueba y los participantes durante la fase de negociación inicial del desafío. No se aceptaron solicitudes para cualquier desafío que pudiera causar lesiones graves o la muerte.
Para asegurarse de que las condiciones experimentales en sí mismas no afectaron negativamente la capacidad de desempeño del solicitante, a menudo se realizan pruebas de control preliminares no ciegas. Por ejemplo, la JREF hizo que los zahoríes realizaran una prueba de control, en la que el zahorí intenta localizar la sustancia u objeto objetivo utilizando su capacidad de radiestesia, a pesar de que la ubicación del objetivo ha sido revelada al solicitante. No mostrar una tasa de éxito del 100% en la prueba abierta provocaría su descalificación inmediata. Sin embargo, los demandantes generalmente pudieron desempeñarse con éxito durante la prueba abierta, lo que confirma que las condiciones experimentales son adecuadas.[cita requerida]
Los desafiantes acordaron criterios de éxito fácilmente observables antes de la prueba, los resultados fueron inequívocos e indicaron claramente si se cumplieron o no los criterios. Randi había dicho que no necesitaba participar de ninguna manera en la ejecución real de la prueba, y estaba dispuesto a viajar lejos del lugar de la prueba para evitar la percepción de que su sesgo anti-paranormal podría influir en los resultados de la prueba.
Las discusiones entre la JREF y los solicitantes se publicaron en un momento en un panel de discusión público para que todos las vean. Desde la renuncia del asistente de Randi, el Sr. Kramer, y los cambios posteriores a las reglas de impugnación que requieren que los solicitantes hayan demostrado una notable notoriedad, las nuevas solicitudes ya no se registran, pero hay un archivo de los solicitantes anteriores.

## Ejemplo de una prueba (radiestesia)
En 1979, Randi probó a cuatro personas en Italia por radiestesia. El premio en ese momento era de $10.000. Las condiciones eran que se utilizaría un área de prueba de 10 metros por 10 metros. Habría un suministro de agua y un depósito fuera del área de prueba. Habría tres tuberías de plástico que irían bajo tierra desde la fuente hasta el depósito a lo largo de diferentes caminos ocultos. Cada tubería pasaría por el área de prueba entrando en algún punto de un borde y saliendo en algún punto de un borde. Una tubería no se cruzaría sola, pero sí podría cruzar a otras. Las tuberías tenían 3 centímetros de diámetro y estaban enterradas a 50 centímetros bajo tierra. Las válvulas seleccionarían por cuál de las tuberías corría el agua, y solo se seleccionaría una a la vez. Al menos 5 litros por segundo de agua fluirían a través de la tubería seleccionada. El zahorí primero debe verificar el área para ver si hay agua natural o cualquier otra cosa que pudiera interferir con la prueba, y eso estaría marcado. Además, el radiestesista debe demostrar que la reacción de radiestesia funciona en una tubería expuesta con el agua corriendo. Luego, uno de los tres tubos se seleccionaría al azar para cada ensayo. El zahorí colocaría de diez a cien clavijas en el suelo a lo largo del camino que traza como el camino de la tubería activa. Dos tercios de las clavijas colocadas por el zahorí deben estar dentro de los 10 centímetros del centro del tubo que se está trazando para que la prueba sea un éxito. Se realizarían tres pruebas para la prueba de cada zahorí y el zahorí debe pasar dos de las tres pruebas para aprobar la prueba. Un abogado estaba presente, en posesión del cheque de $ 10,000 de Randi. Si un reclamante tuvo éxito, el abogado le daría el cheque. Si ninguno tenía éxito, el cheque se devolvería a Randi.
Todos los zahoríes estuvieron de acuerdo con las condiciones de la prueba y declararon que se sentían capaces de realizar la prueba ese día y que el flujo de agua era suficiente. Antes de la prueba se les preguntó qué tan seguros estaban de que tendrían éxito. Todos dijeron "99 por ciento" o "100 por ciento" seguro. Se les preguntó qué concluirían si el flujo de agua fuera de 90 grados de lo que pensaban que era y todos dijeron que era imposible. Después de la prueba, se les preguntó qué tan seguros estaban de haber pasado la prueba. Tres respondieron "100 por ciento" y uno respondió que no había completado la prueba.
Cuando todas las pruebas terminaron y se reveló la ubicación de las tuberías, ninguno de los zahoríes había pasado la prueba. El Dr. Borga había colocado sus marcadores con cuidado, pero el más cercano estaba a dos metros y medio de la tubería de agua. Borga dijo: "Estamos perdidos", pero en dos minutos empezó a culpar de su fracaso a muchas cosas, como las manchas solares y las variables geomagnéticas. Dos de los zahoríes pensaron que habían encontrado agua natural antes de que comenzara la prueba, pero no estaban de acuerdo entre ellos acerca de dónde estaba, así como con los que no encontraron agua natural.

## Críticas
El astrónomo Dennis Rawlins describió el desafío como poco sincero y dijo que Randi se aseguraría de que nunca tuviera que pagar. En la edición de octubre de 1981 de Fate, Rawlins lo citó diciendo "Siempre tengo una salida". Randi declaró que Rawlins no dio la cita completa, y en realidad dijo "Con respecto al desafío, siempre tengo una 'salida': ¡tengo razón!"
Rosemary Altea sugirió que el fondo de premios de un millón de dólares no existe, o está en forma de promesas o pagarés. La JREF declaró que el millón de dólares estaba en forma de bonos negociables dentro de una "cuenta de premios de la Fundación Educativa James Randi" y que la validación de la cuenta y el monto del premio se podían suministrar a pedido. El dinero se mantuvo en una cuenta de Evercore Wealth Management.

## Desafíos

### Rechazos para ser probado
En Larry King Live, el 6 de marzo de 2001, Larry King le preguntó a la psíquica Sylvia Browne si aceptaría el desafío y ella estuvo de acuerdo. Randi apareció con Browne nuevamente en Larry King Live el 3 de septiembre de 2001, y nuevamente aceptó el desafío. Sin embargo, ella se negó a ser examinada y Randi mantuvo un reloj en su sitio web registrando el número de semanas que habían pasado desde que Browne aceptó el desafío sin seguir adelante. Finalmente, el reloj fue reemplazado por un texto que indicaba que habían pasado "más de 5 años". Browne murió en 2013.
En una aparición en Larry King Live el 26 de enero de 2007, Randi desafió a la psíquica Rosemary Altea a aceptar el desafío de un millón de dólares. En el encuentro de Altea y Randi el 5 de junio de 2001 en el mismo programa, Altea se negó a aceptar el desafío, llamándolo "un truco". En cambio, Altea, en parte, respondió: "Estoy de acuerdo con lo que dice, que hay muchas, muchas personas que dicen ser médiums espirituales, que dicen hablar con los muertos. Hay muchas, personas, todos sabemos esto. Hay tramposos y charlatanes por todas partes ". La respuesta de Randi fue sugerir que Altea también era uno de los "tramposos y charlatanes".
En una aparición en ITV's This Morning, el 27 de septiembre de 2011, el mago Paul Zenon desafió a la psíquica galesa Leigh Catherine (también conocida como Leigh-Catherine Salway) a aceptar el desafío de un millón de dólares y ella aceptó. Phillip Schofield, un presentador de This Morning, declaró que el programa pagaría sus vuelos a los EE. UU. para ser evaluados. Posteriormente, Salway se retiró del desafío, alegando que era "dudoso" y "preparado para ser imposible de pasar".

### Solicitantes rechazados
Randi rechazó una solicitud de Rico Kolodzey, un respiracionista que afirmó haber sobrevivido sin comida desde 1998. En 2006, Randi acordó probar las afirmaciones de Kolodzey, pero las dos partes no pudieron ponerse de acuerdo sobre el lugar y el método de la prueba.
Los miembros de un grupo de Bali, refiriéndose a sí mismos como bambú amarillo, afirmaron que uno de ellos, Pak Nyoman Serengen, podría derribar a un atacante a distancia, usando solo un trozo de bambú amarillo. Los videoclips en su sitio web mostraban a una multitud de estudiantes corriendo ante Serengen y cayendo al suelo cuando (o, en algunos casos, un poco antes) Serengen extendió su mano y gritó. La JREF organizó voluntarios para llevar a cabo una investigación preliminar, pero después de que el grupo Yellow Bamboo "arrojó todo tipo de obstáculos en el camino de ese plan", Randi anunció que iba a poner fin a su participación en ellos. Un voluntario local se puso en contacto con Randi y se ofreció a investigar al grupo de manera no oficial. Un video de baja resolución mostró que el investigador cayó al suelo durante una prueba preliminar. La JREF señaló que la prueba no se realizó de acuerdo con el protocolo propuesto, con múltiples fallas en la ejecución, incluida la realización nocturna. Al ver una serie de tomas fijas del incidente, varias personas experimentadas con pistolas paralizantes sugirieron que se podría haber usado un arma de electrochoque.

### Pruebas enThe Amazing Meeting
En julio de 2009, la psíquica/zahorí danesa Connie Sonne tuvo la oportunidad de demostrar su habilidad como zahorí. Se le pidió que extrajera algunas tarjetas seleccionadas al azar escondidas en sobres y perdió el desafío al seleccionar otras incorrectas. En una entrevista con Mark Edward después, ella insistió en que perdió simplemente porque, "... aún no era el momento de que mis poderes fueran revelados".
En julio de 2014, el vendedor chino Fei Wang fue probado frente a una audiencia de 600 personas al final de The Amazing Meeting en Las Vegas. Wang dijo que desde su mano derecha, podía transmitir una fuerza misteriosa a una distancia de un metro, sin obstáculos de madera, metal, plástico o cartón. La energía, dijo, la pueden sentir otros como calor, presión, magnetismo o simplemente como "un cambio indescriptible". Wang seleccionó un total de nueve personas como sujetos que podrían determinar si estaban recibiendo la fuerza de su mano. En el escenario, Wang y una persona de control estaban detrás de una cortina, y los sujetos estaban frente a la cortina con los ojos y los oídos cubiertos para no poder deducir quién estaba detrás de la cortina. Se eligió una bola de color al azar para determinar si Wang o la persona de control irían primero, y en ese orden intentaron transmitir la energía a la mano del sujeto (oculta a su vista dentro de una caja de cartón). El sujeto luego declaró si había sentido alguna energía y si provenía de la primera o segunda persona. Wang necesitaba ser la persona seleccionada por al menos 8 de los 9 sujetos para ganar el millón de dólares. Después de que los dos primeros sujetos no eligieran a Wang, el desafío terminó. Wang declaró que volvería a intentarlo el próximo año, diciendo: "Esta energía es misteriosa".
El periodista tecnológico Lee Hutchinson se acercó a la JREF después de escribir un artículo para Ars Technica sobre cables Ethernet direccionales que pretenden "mantener la señal de audio completamente libre de interferencias electromagnéticas". En el Amazing Meeting de 2015, el MDC organizó una demostración controlada a doble ciego con voluntarios que escuchaban dos grabaciones idénticas con un cable Ethernet seleccionado al azar, uno normal o el cable que afirmaba mejorar la experiencia auditiva. Después de siete voluntarios (un acierto, un error y cinco que no escucharon ninguna diferencia), la demostración terminó porque no pudieron seleccionar el cable "mejorado" sobre el cable común suficientes veces para satisfacer los protocolos de prueba.
| Año  | Desafiante                                  | Habilidad supuesta                                                     | Prueba | Resultados                    | Notas                                            |
| ---- | ------------------------------------------- | ---------------------------------------------------------------------- | --- | ----------------------------- | ------------------------------------------------ |
| 2007 | Derek Ogilvie                               | Mediumnidad                                                            | Identificar cuál de cada diez juguetes está siendo utilizado por un niño en un momento determinado.                           | Fallado                       |                                                  |
| 2009 | Connie Sonne                                | Radiestesia (Péndulo)                                                  | Identificar los naipes en un sobre sellado.                                                                                   | Fallado                       |                                                  |
| 2010 | Anita Ikonen                                | Radiestesia médica                                                     | Determinar por observación a cuál de los cinco sujetos le faltaba un riñón.                                                   | Fallado                       | Etiquetado como "demostración", no como "prueba" |
| 2011 | No se presentó ningún retador               | No se presentó ningún retador                                          | No se presentó ningún retador                                                                                                 | No se presentó ningún retador | No se presentó ningún retador                    |
| 2012 | Andrew Needles                              | Pulsera que mejora el rendimiento                                      | Distinguir a los participantes que usan productos reales un número significativo de veces                                     | Fallado                       |                                                  |
| 2013 | Brahim Addoun                               | Vista remota                                                           | Identificar de forma remota 3 de 20 objetos                                                                                   | Fallado                       |                                                  |
| 2014 | Fei Wang                                    | Puede enviar energía a través de su mano que otra persona puede sentir | Enviar electricidad a la mano que debe sentirse correctamente ocho de nueve veces                                             | Fallado                       |                                                  |
| 2015 | Ningún reclamante: "Prueba de demostración" | Cables ethernet que se dice que son "direccionales".                   | Se reprodujo el sonido dos veces a los voluntarios y se les pidió que determinaran qué cable tenía la mejor calidad de sonido | Fallado                       |                                                  |

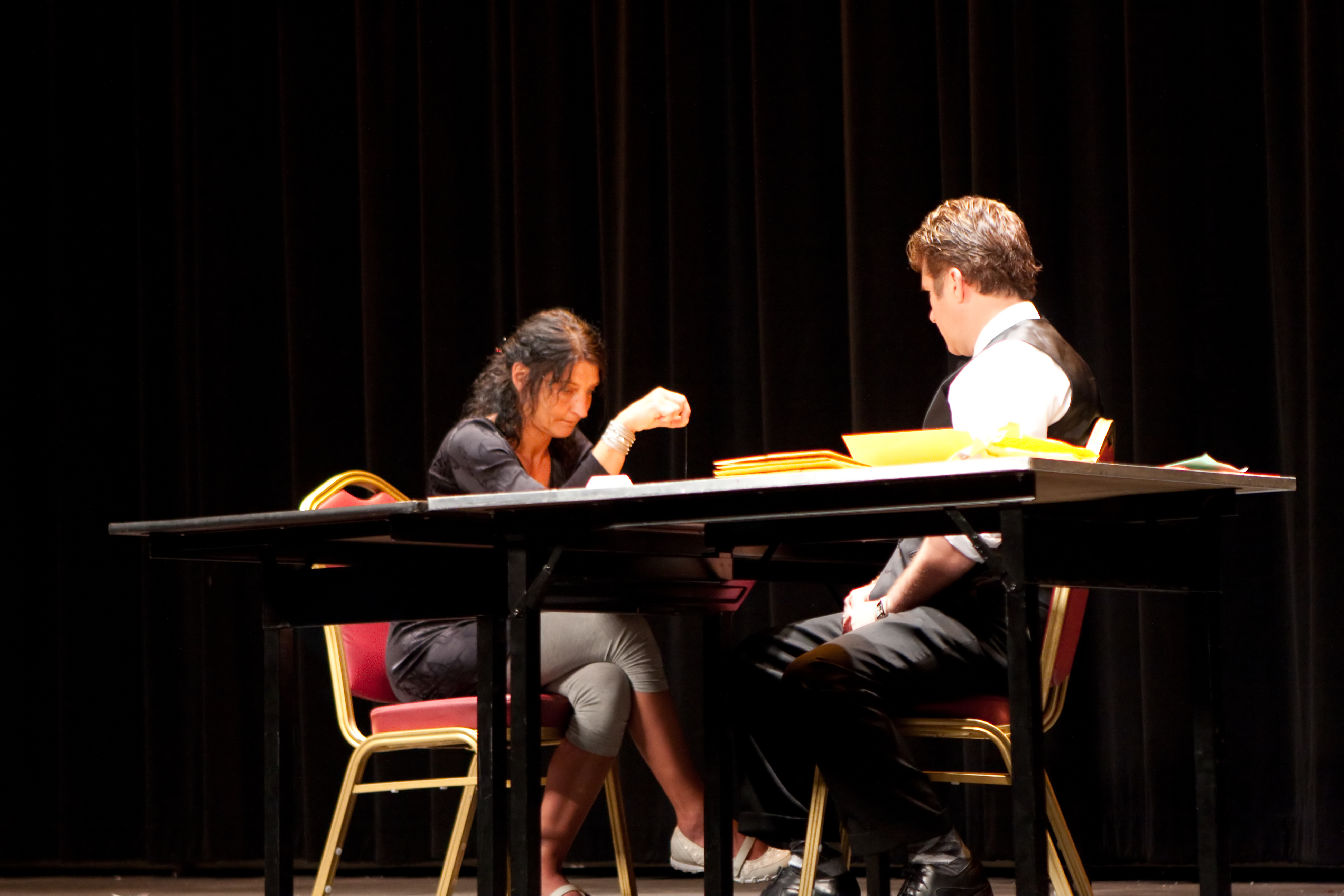
Connie Sonne y Banachek en el TAM 2009
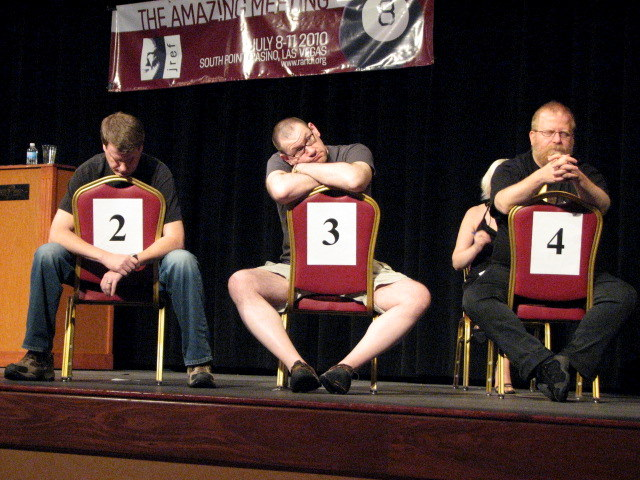
Hal Bidlack, Derek Colanduno y otros son "vistos" por un solicitante paranormal de un riñón perdido - 2010.
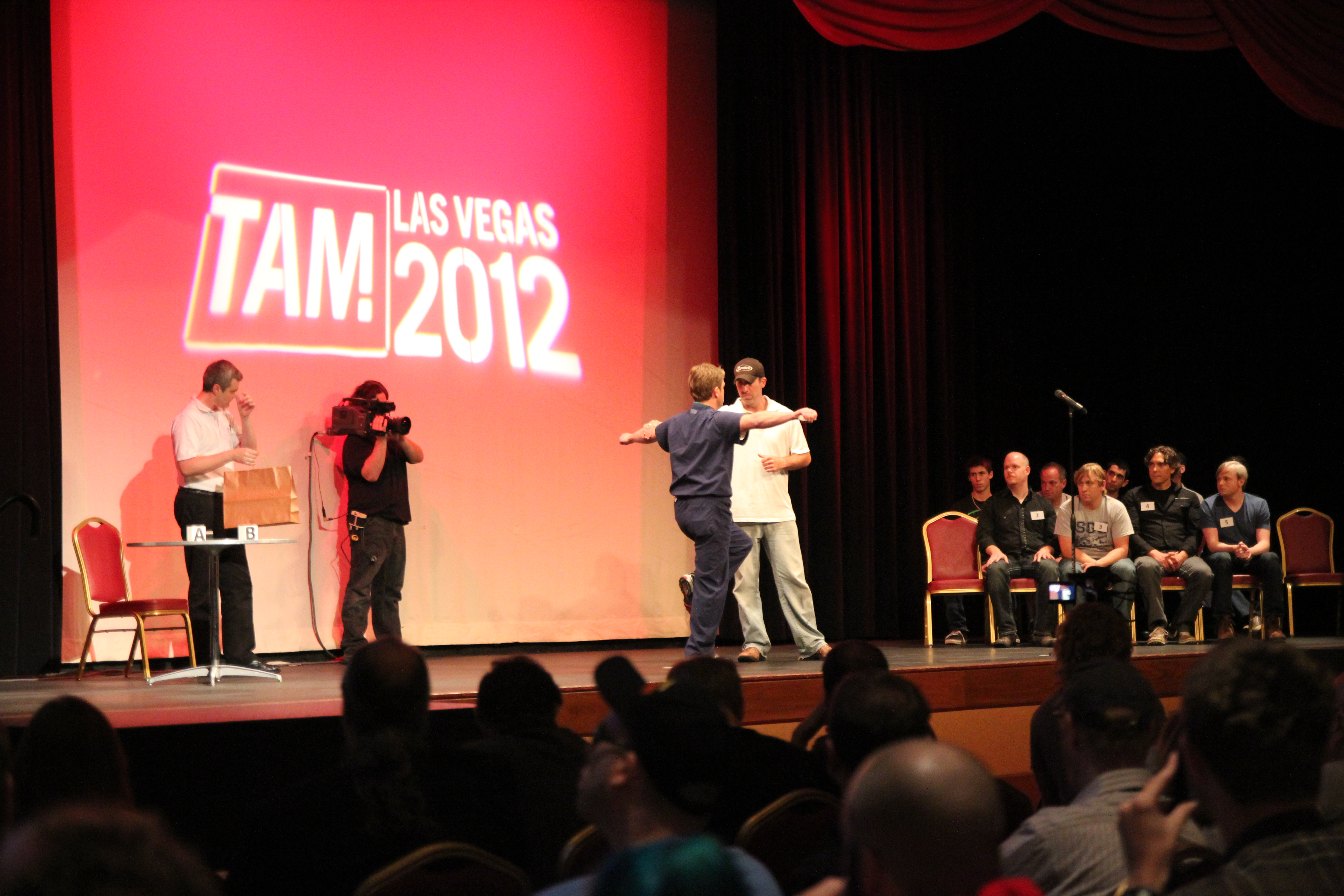
Pulsera que mejora el rendimiento en el TAM 2012
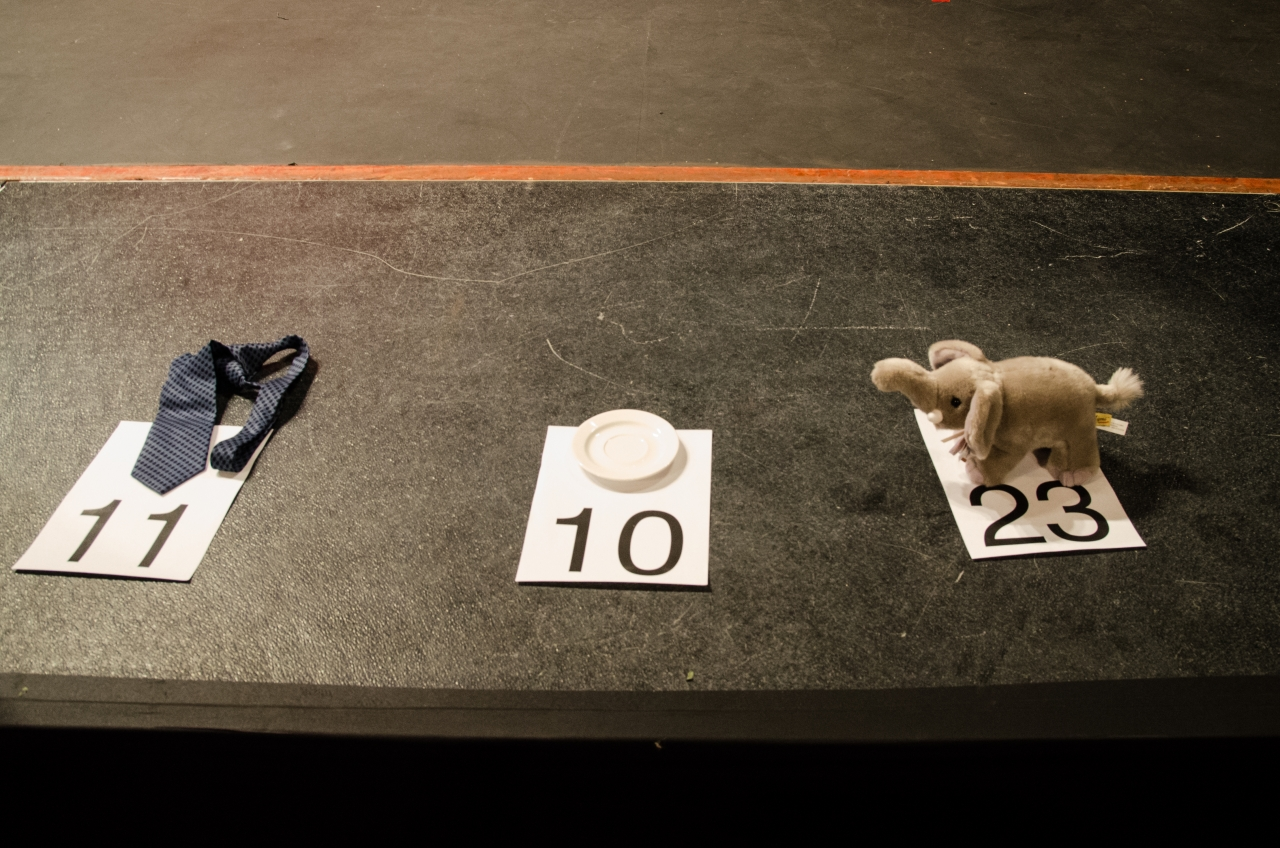
Los 3 objetos de visualización remota del TAM 2013
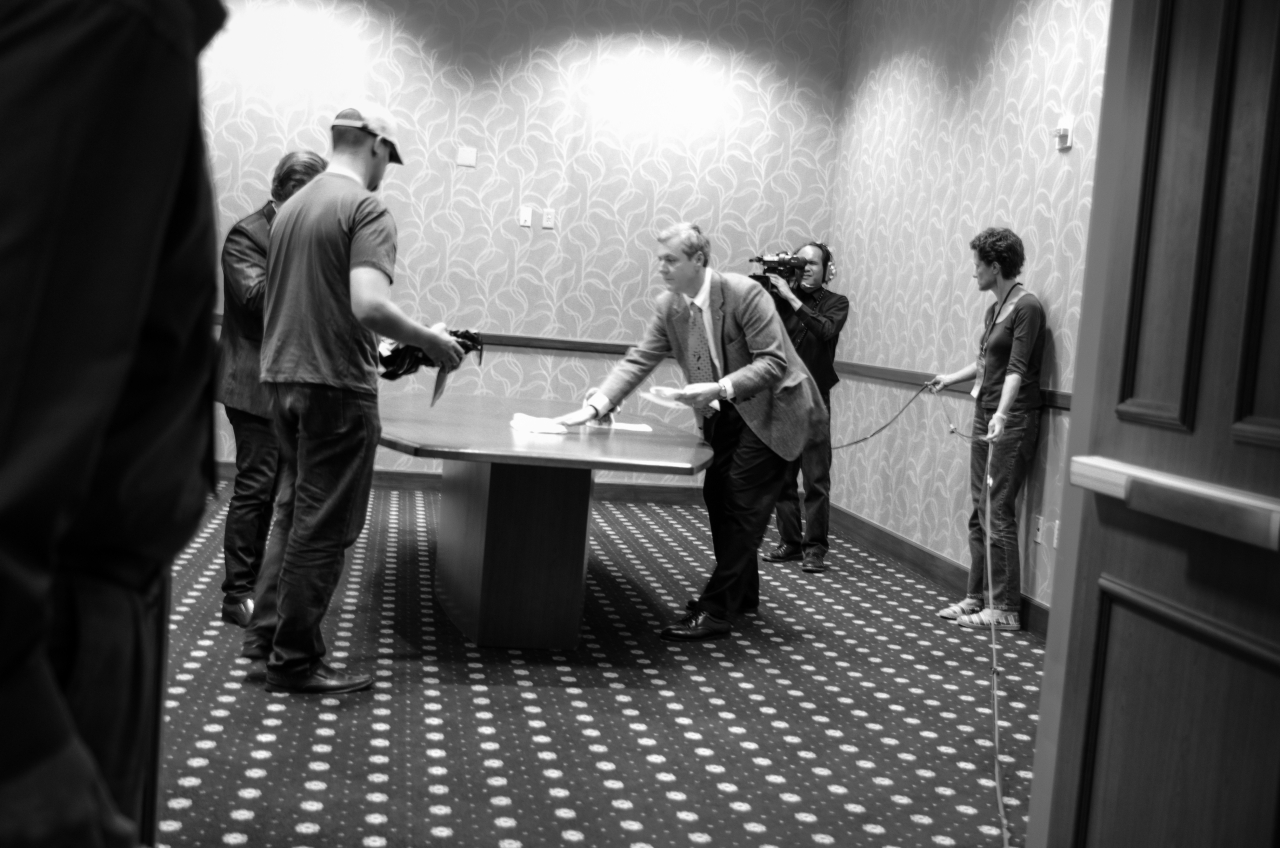
Richard Saunders en la sala de visualización remota en el TAM 2013
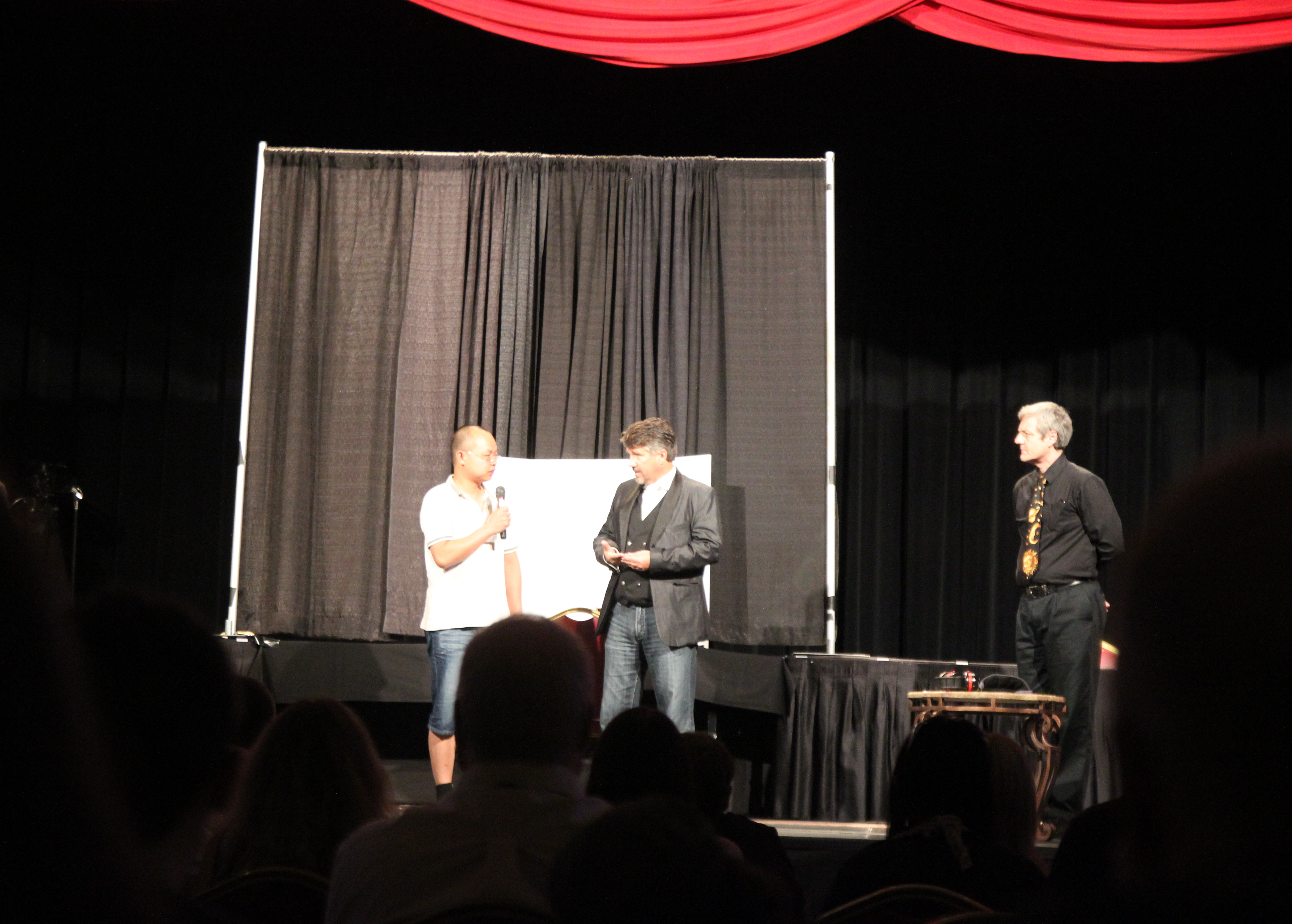
Fei Wang (aspirante), Banachek y Richard Saunders en el TAM 2014
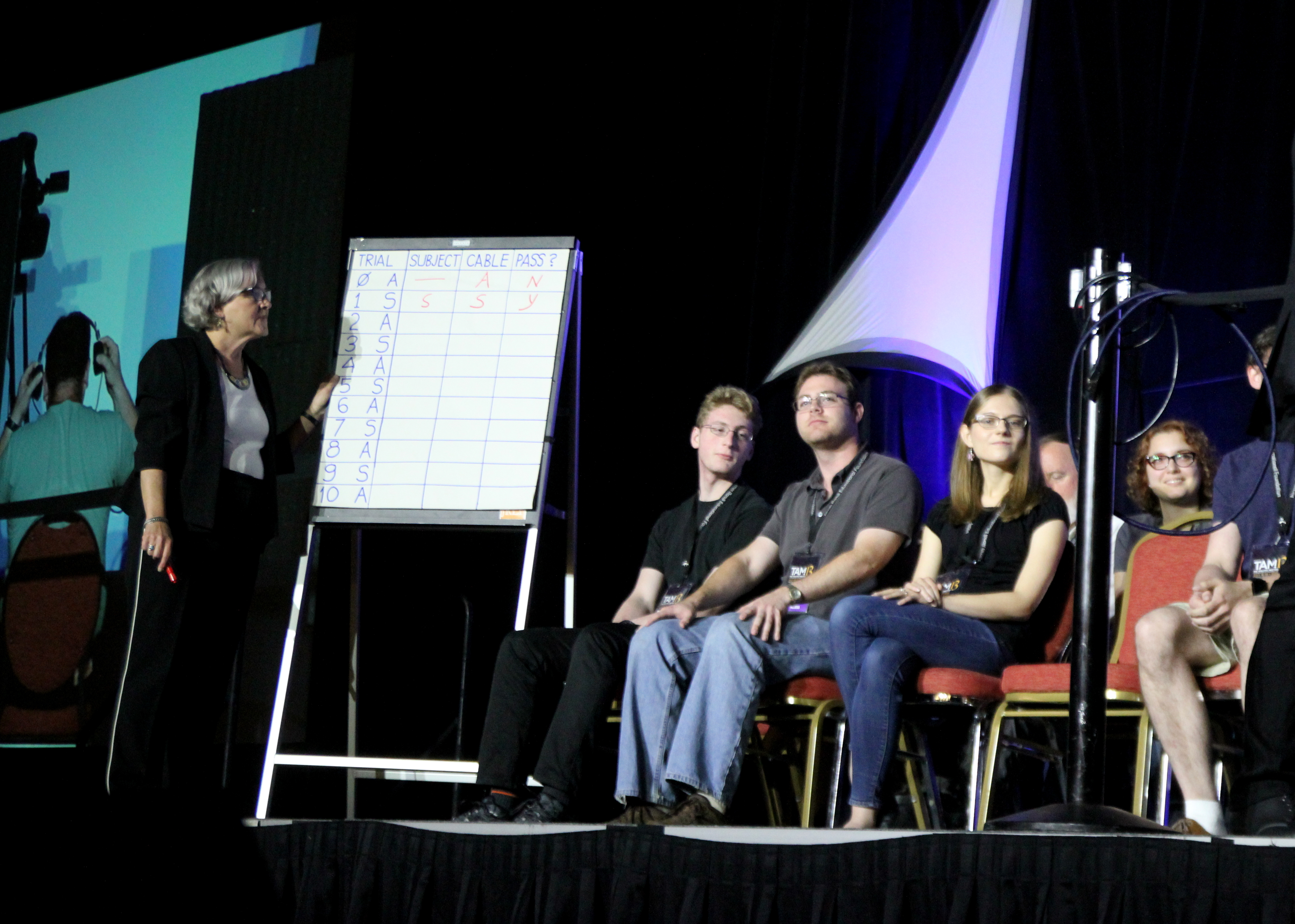
Prueba de demostración de cables Ethernet TAM13 - Grace Denman y voluntarios - 2015